# یورک
یورک (به انگلیسی: York) () یکی از شهرهای مهم انگلستان است که در محل تلاقی رودخانه‌های اوس و فاس در منطقهٔ یورک‌شر شمالی واقع شده‌است.
جمعیت این شهر حدود ۱۵۳٬۷۱۷ در سال ۲۰۱۱ بوده‌است و بر اساس آمار سال ۲۰۱۷ جمعیت شهر و حومه مجموعاً حدود ۲۰۹٬۸۹۳ ارزیابی شده‌است.
این شهر به دلیل دارابودن میراث باشکوه تاریخی، یکی از شهرهای مهم منطقه محسوب شده و تاریخ بنای آن به حدود ۲٬۰۰۰ سال پیش می‌رسد.
یورک در سال ۷۱ میلادی و همزمان با حکمرانی امپراتوری روم باستان احداث شد و پایتخت بریتانیای جنوبی بود. هم‌چنین این شهر به مدت دو سال پایتخت تمام سرزمین‌های امپراتوری روم محسوب می‌گشت. شهر یورک انگلستان، باستانی‌ترین شهر در منطقه شمالی انگلستان است. با توجه به صنعتی شدن بیشتر شهرها و باستانی بودن این شهر، شهر یورک یکی از محبوب‌ترین شهرهای توریستی در اروپا به‌شمار می‌رود. از مکان‌های دیدنی این شهر می‌توان به برج کلیفورد، موزه راه‌آهن، موزه وایکینگ‌ها اشاره کرد.

## نگارخانه

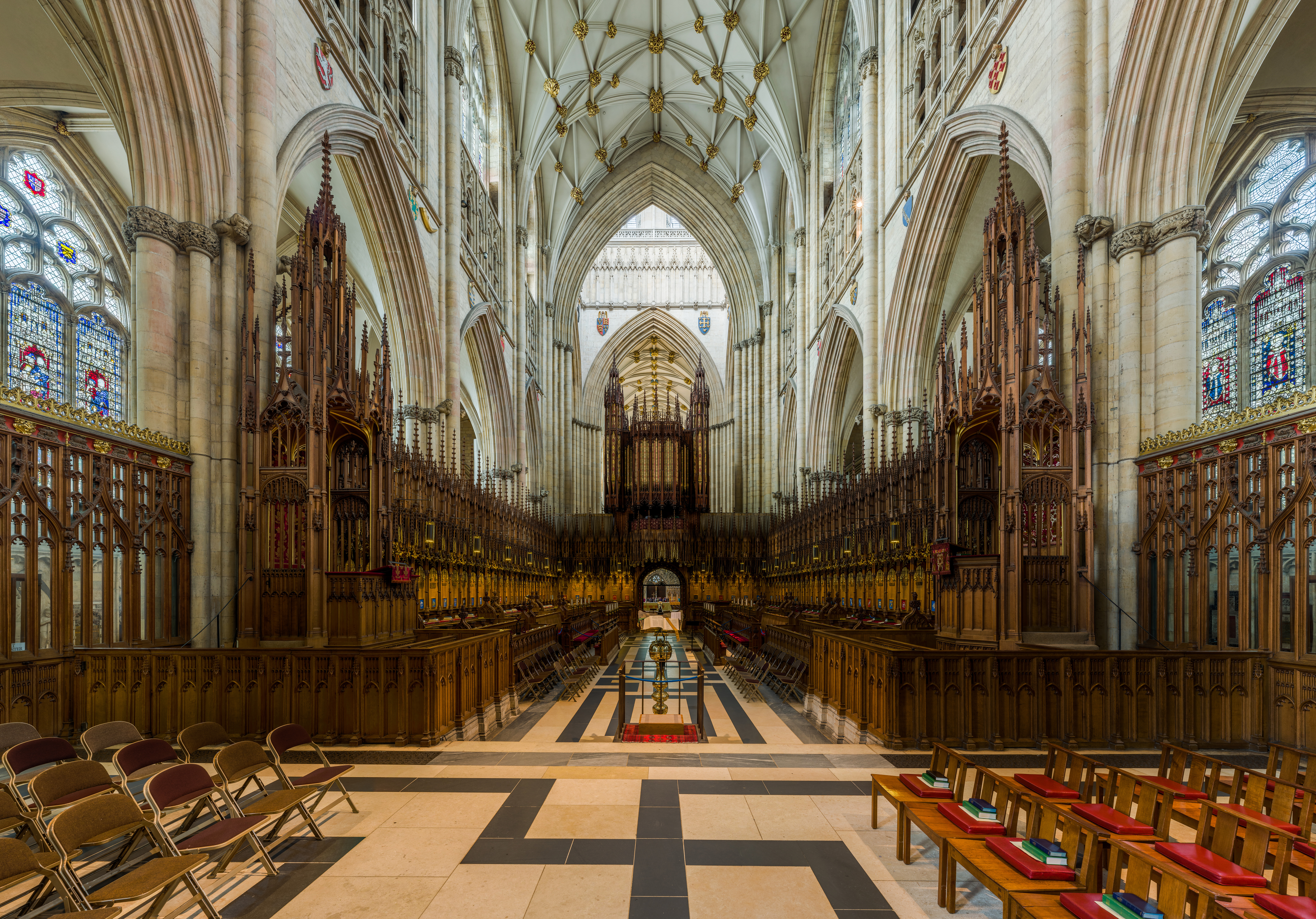
کلیسا یورک مینستر
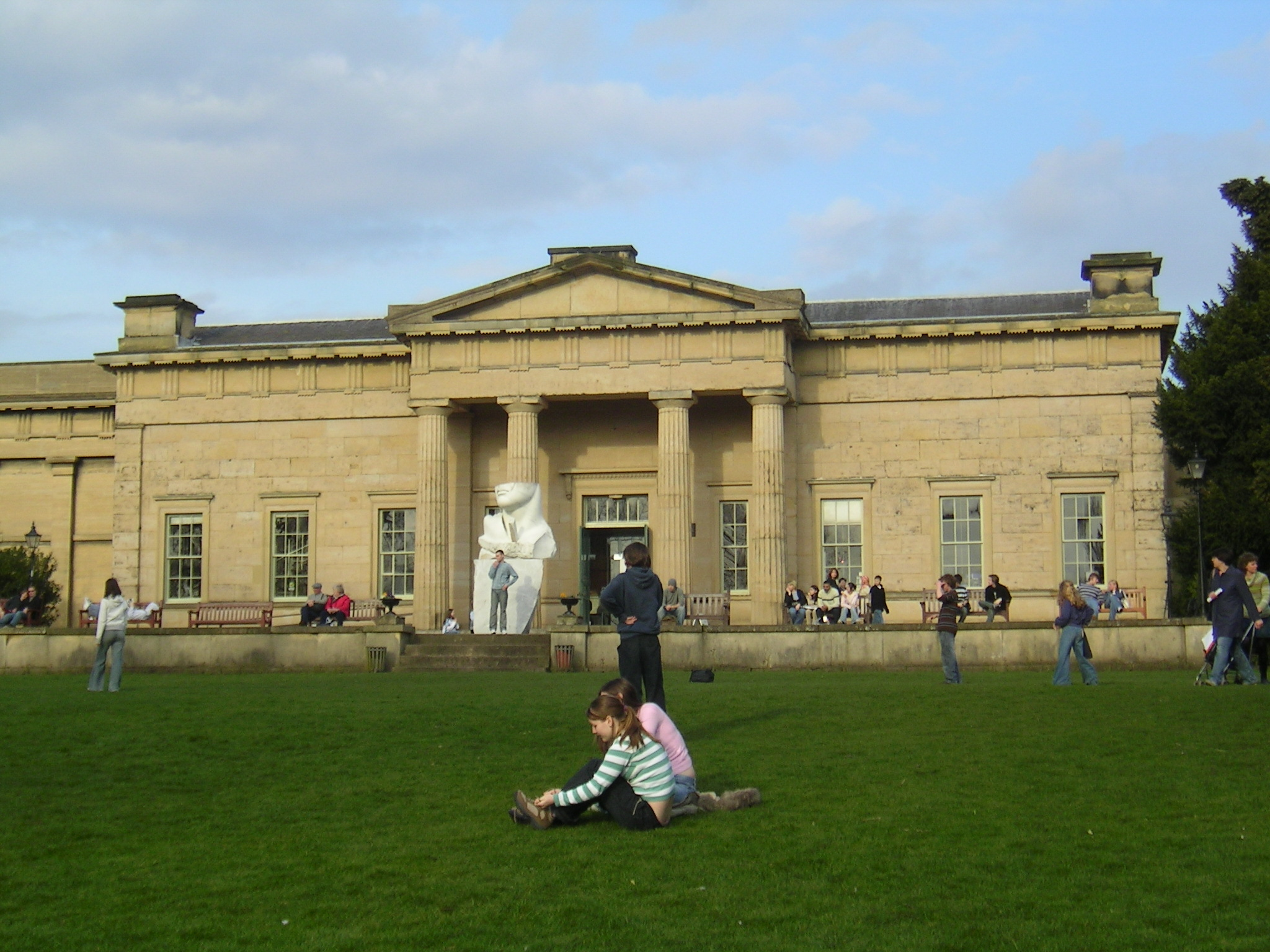
موزه یورک‌شر
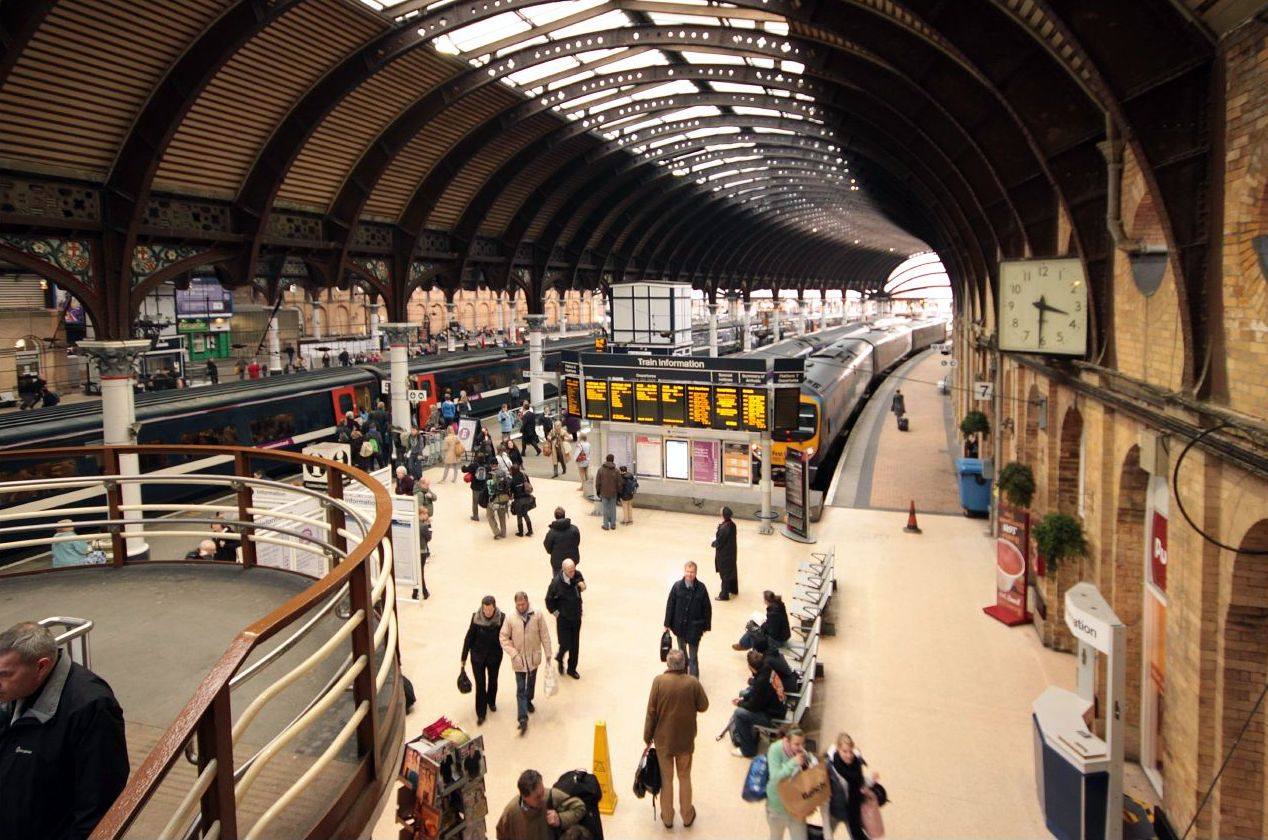
ایستگاه راه‌آهن یورک
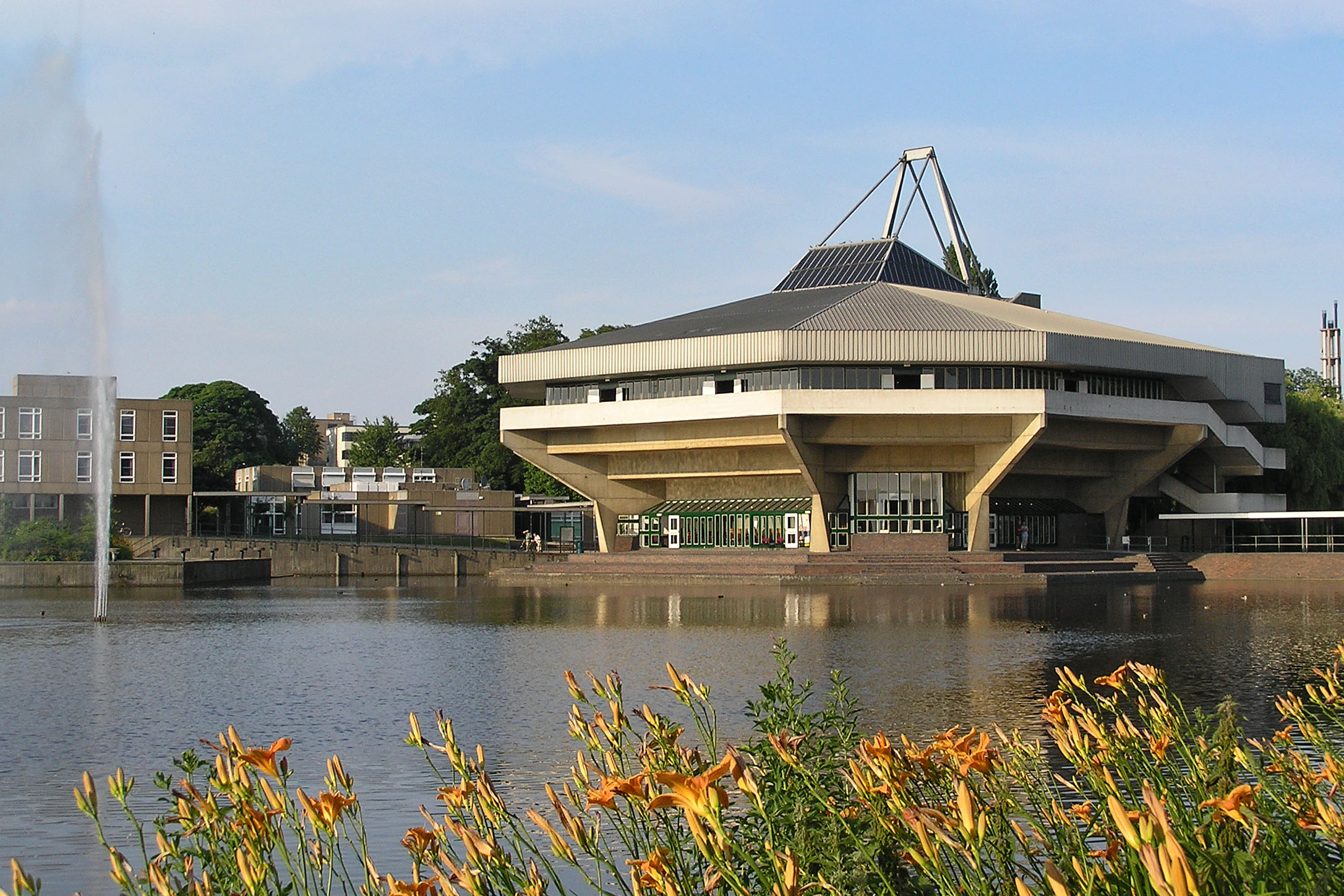
دانشگاه یورک
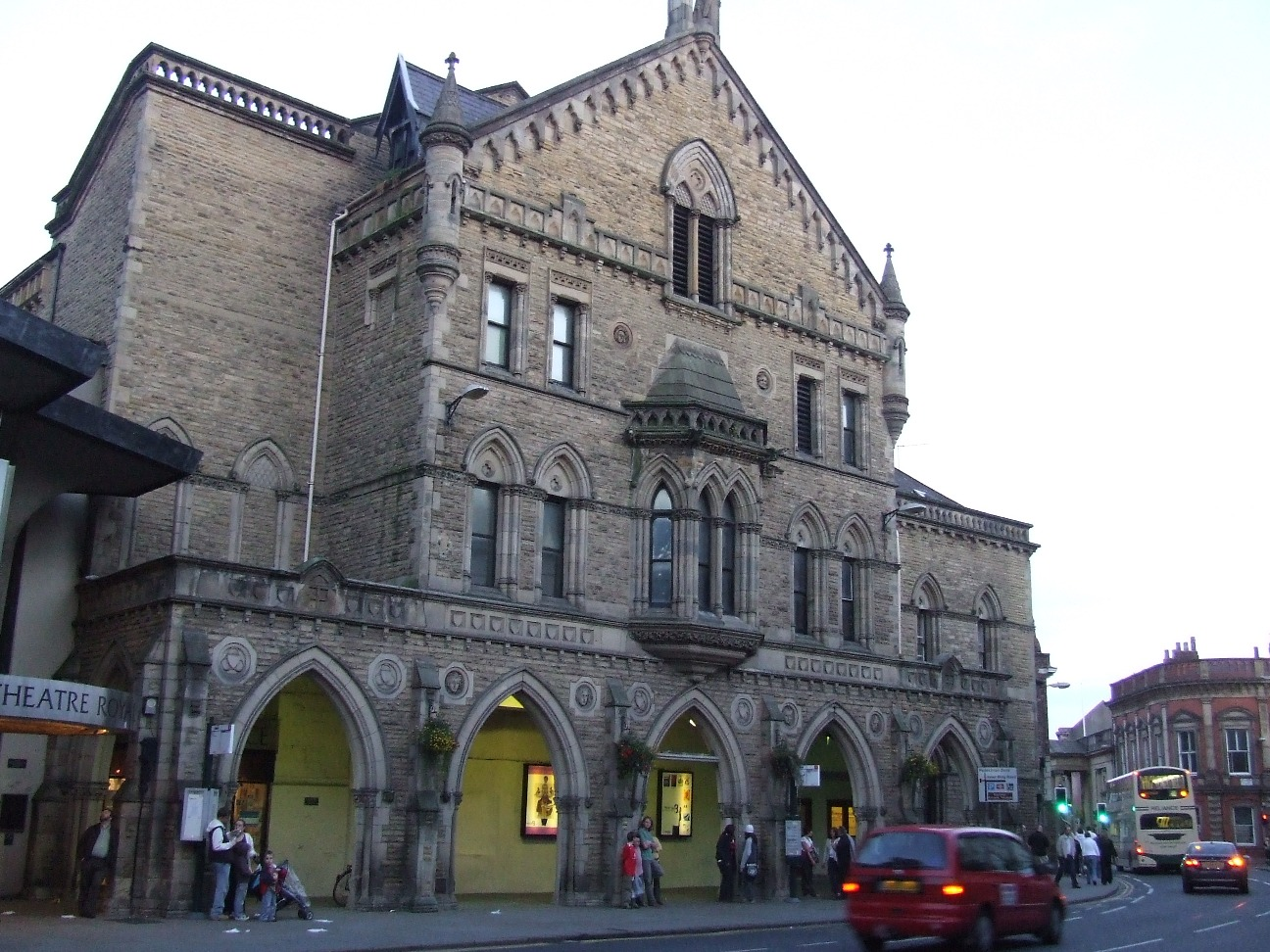
تئاتر سلطنتی یورک
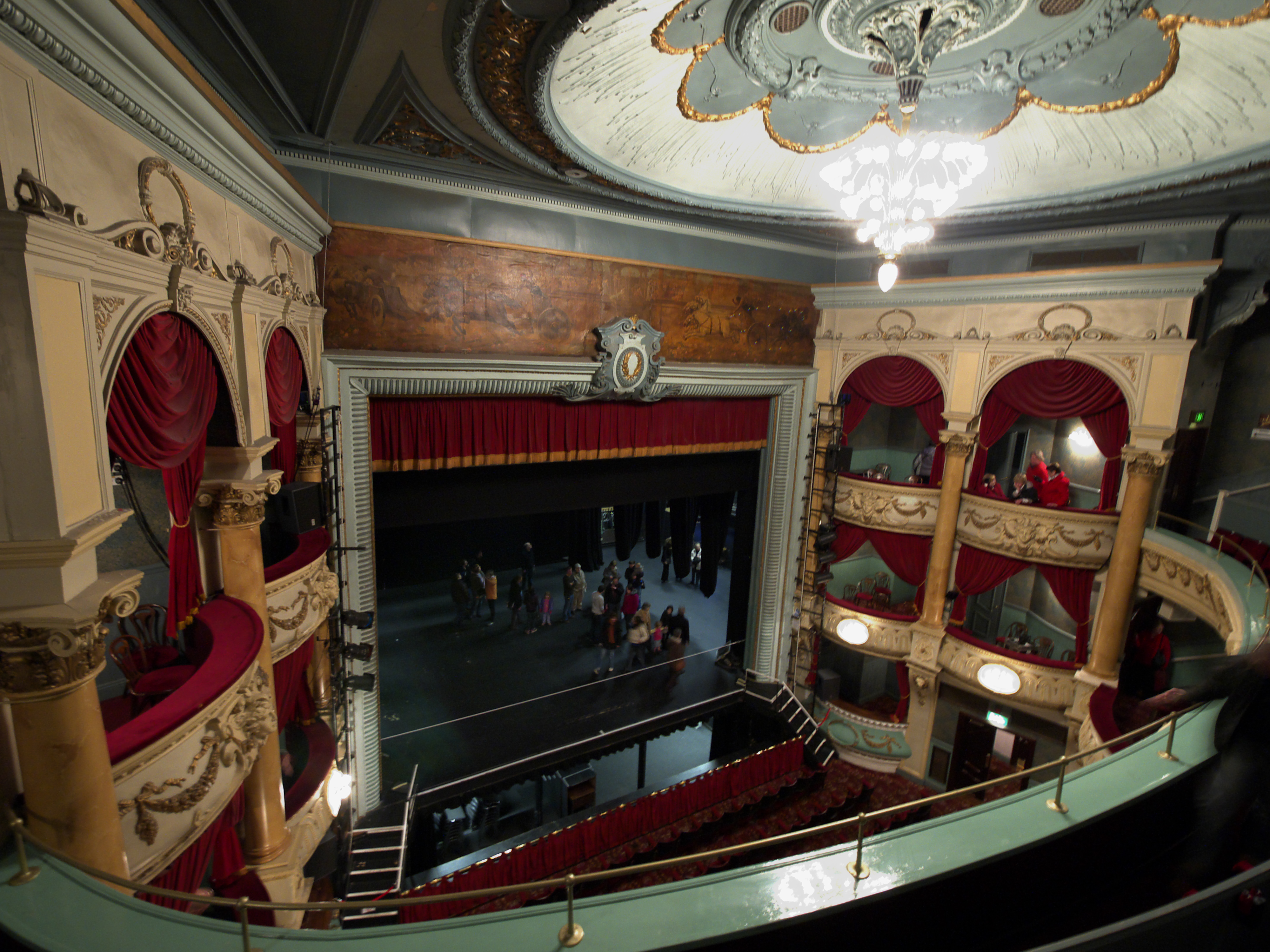
گرند اپرا هاوس یورک
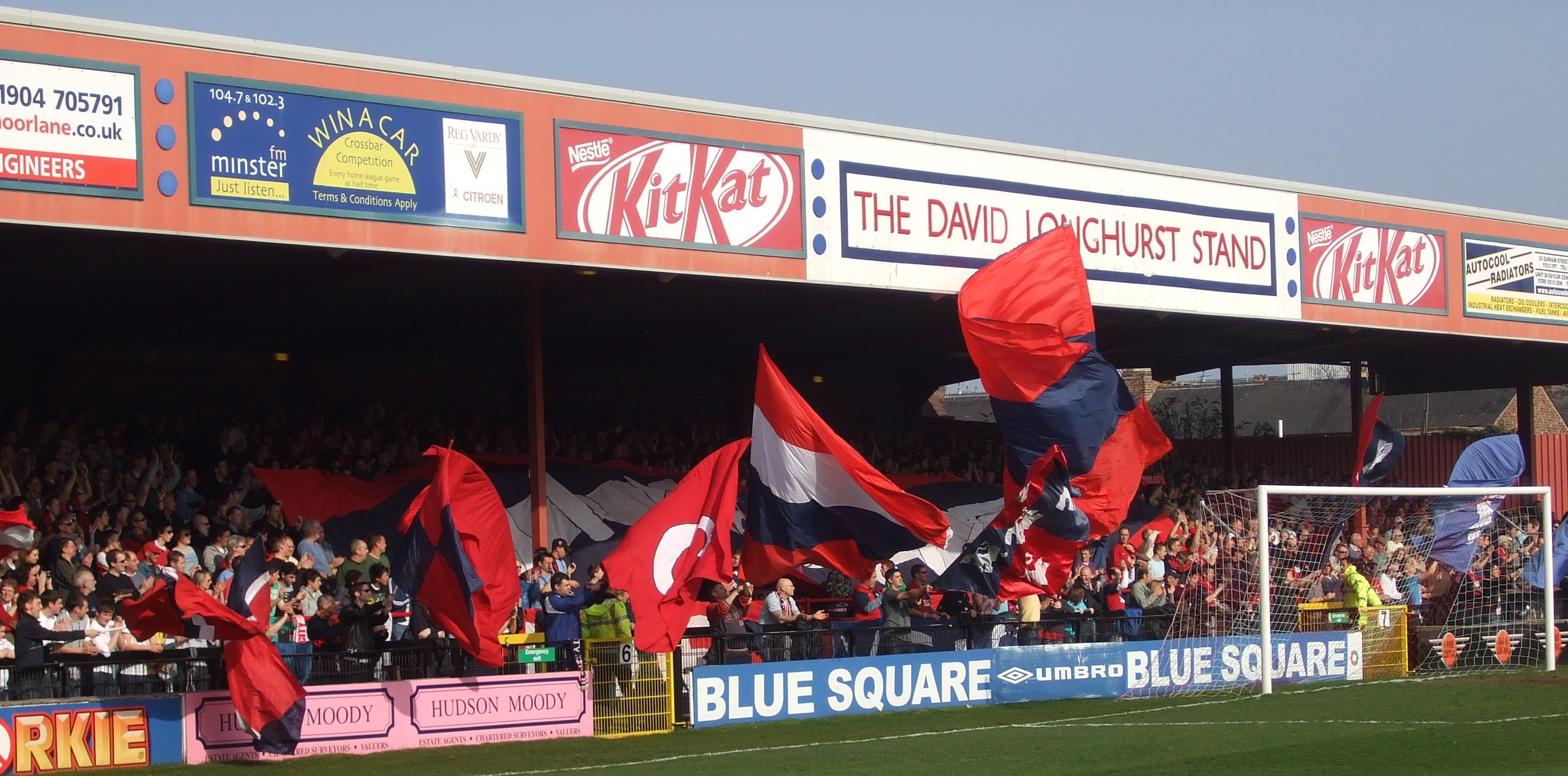
ورزشگاه بوتام کرسنت
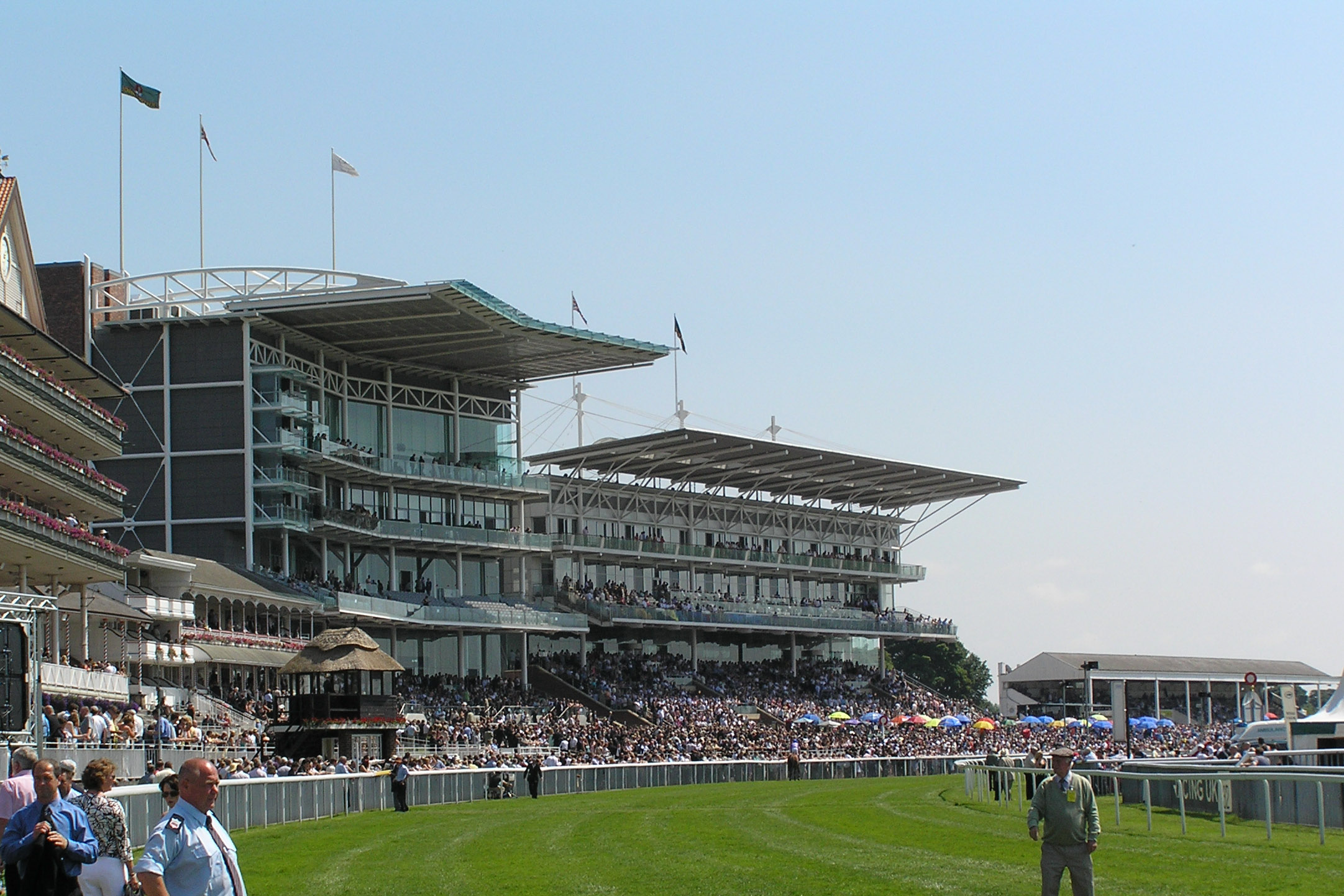
پیست اسب‌دوانی یورک
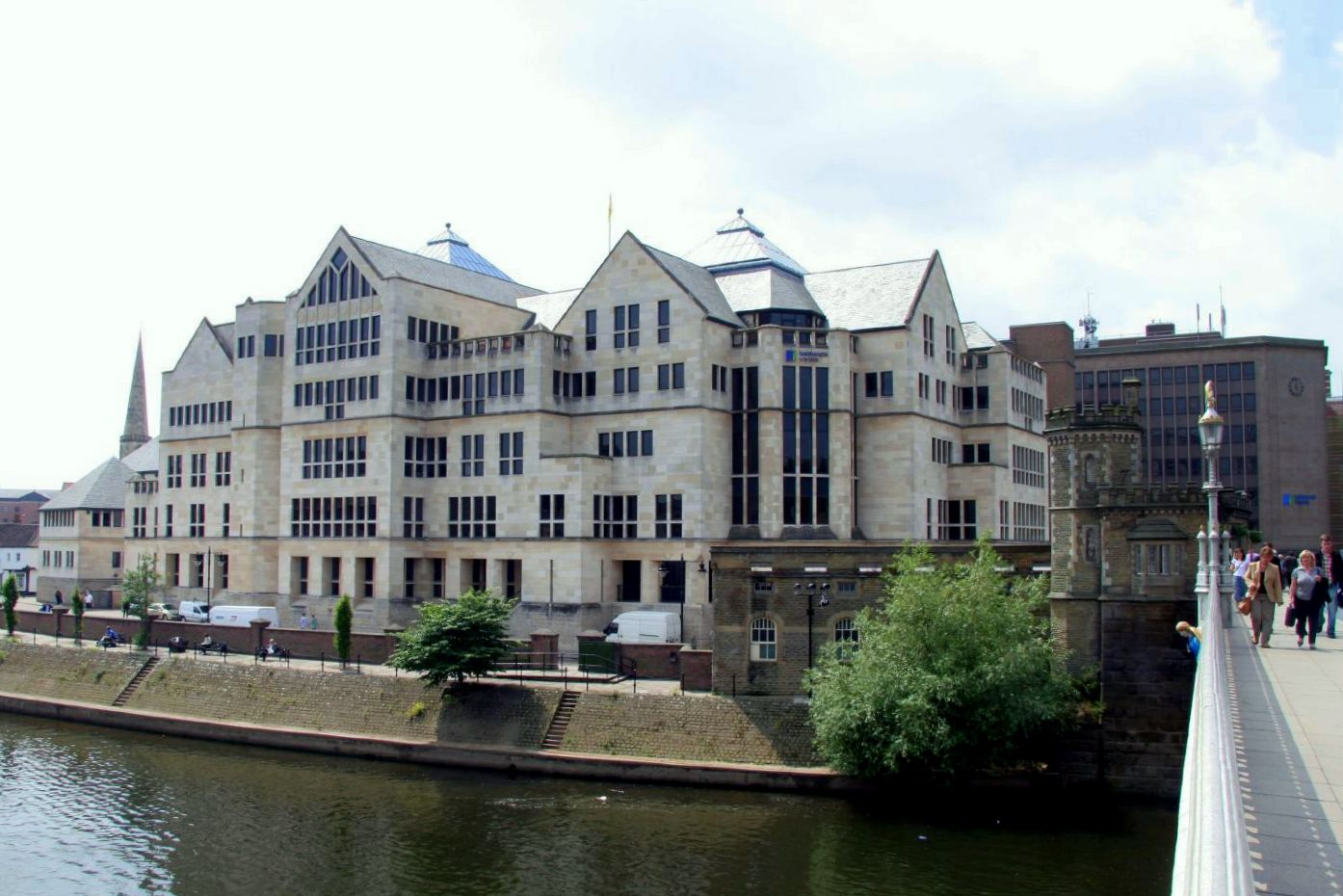
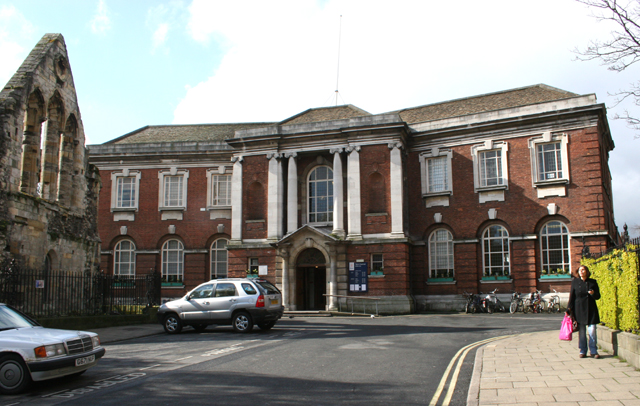
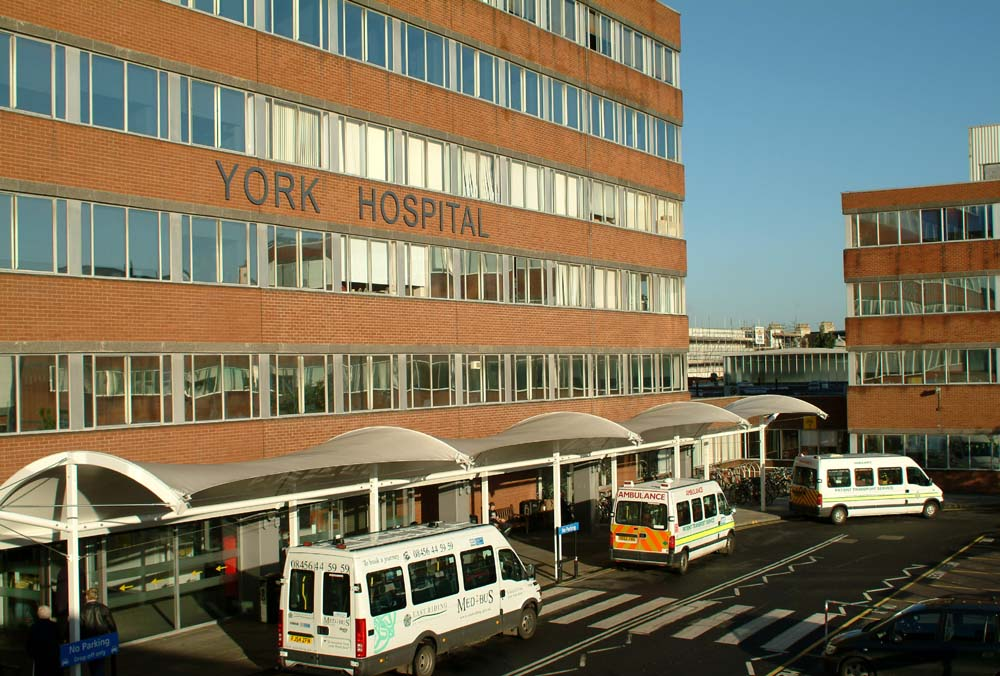
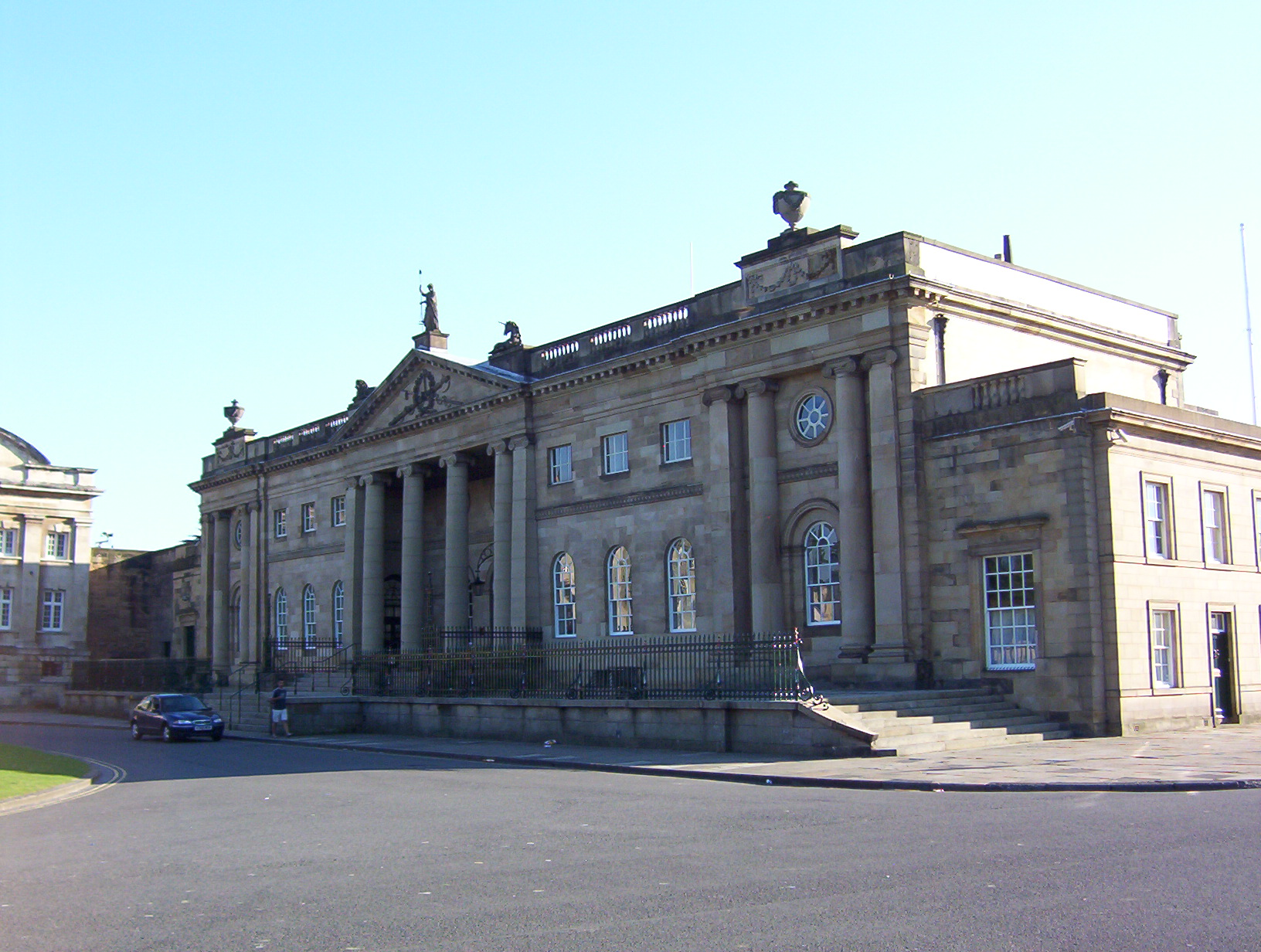
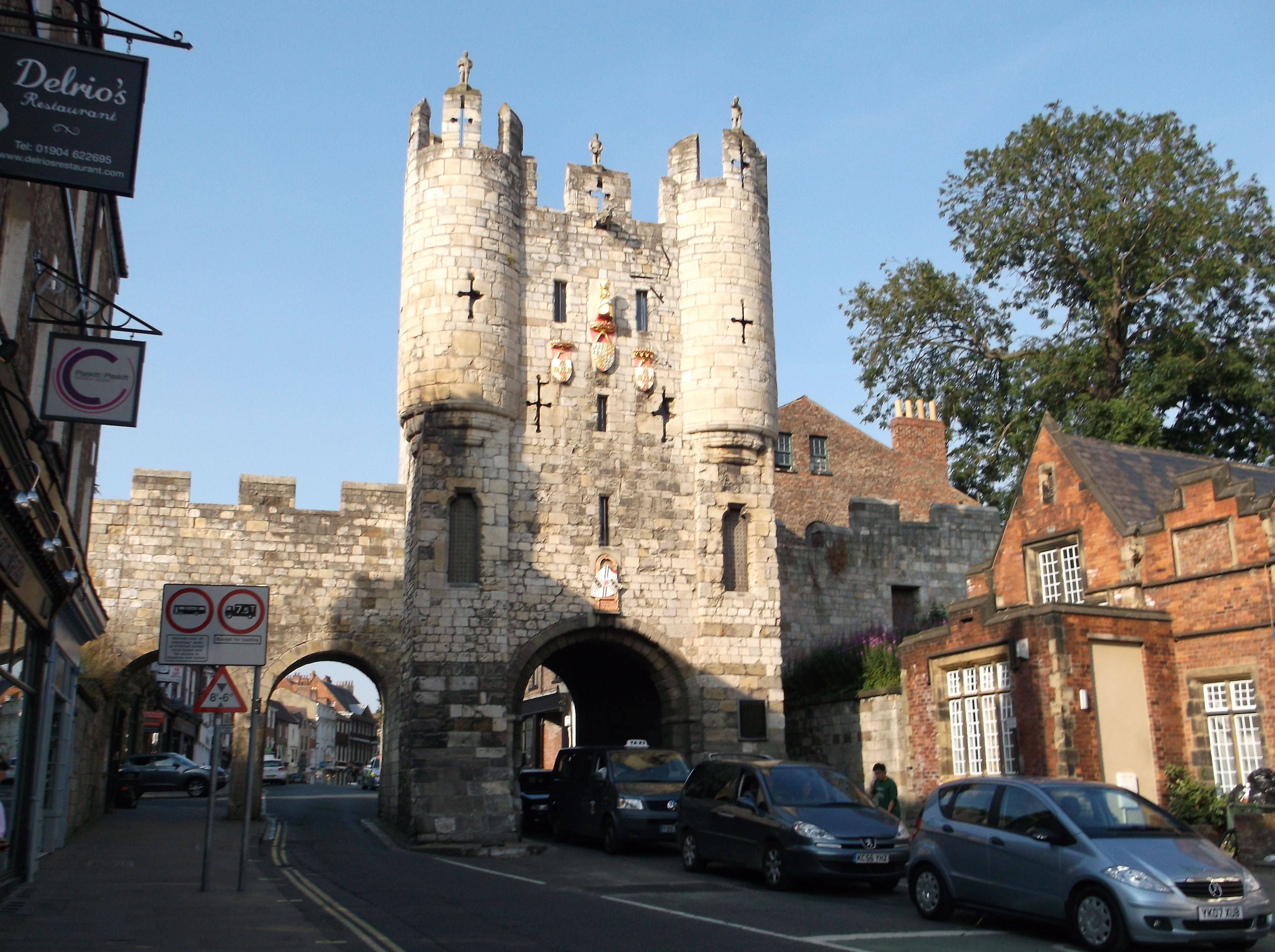
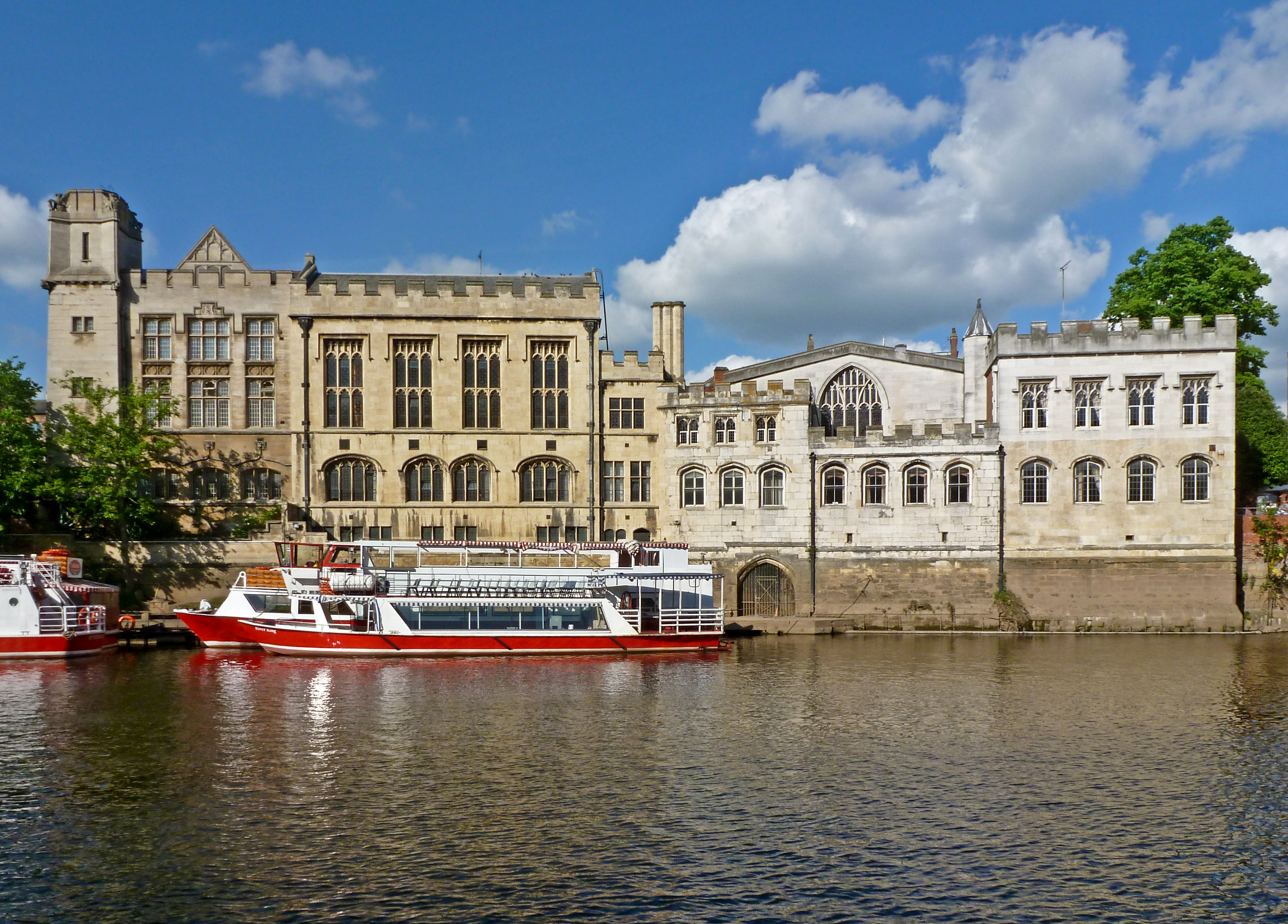
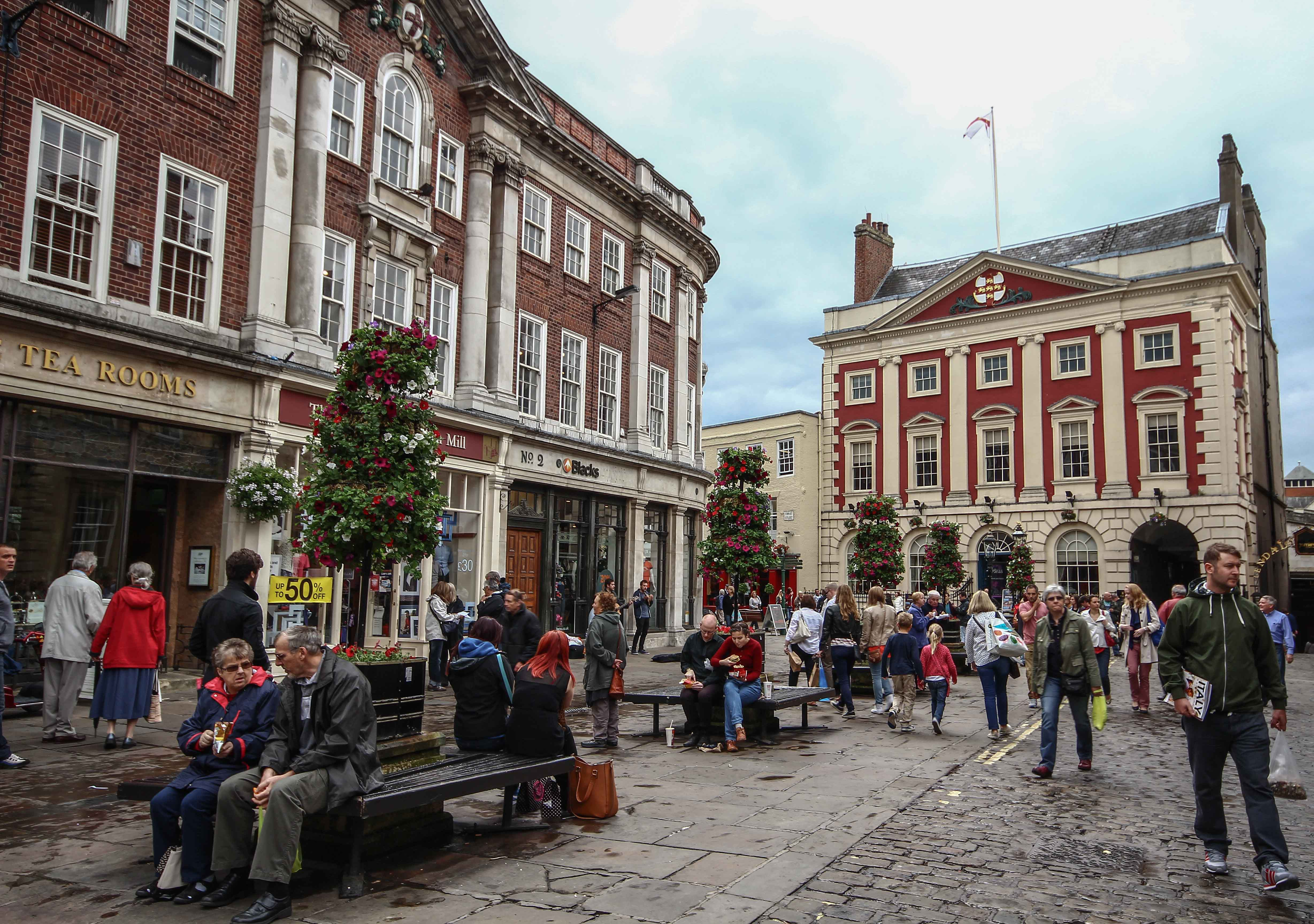
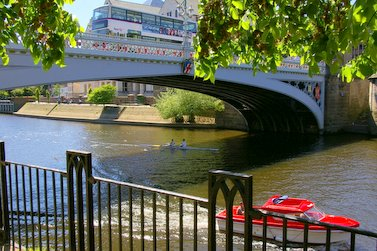
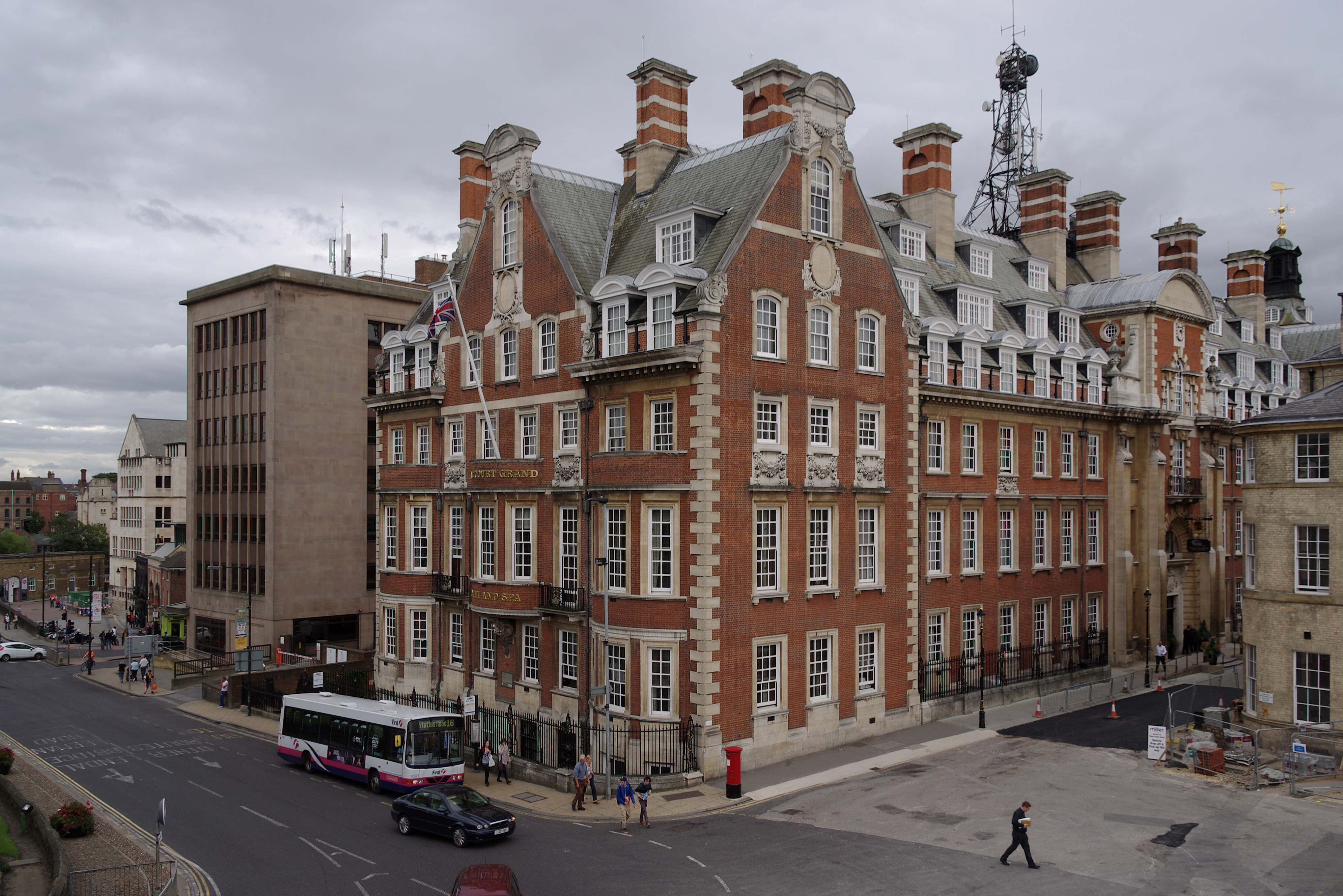
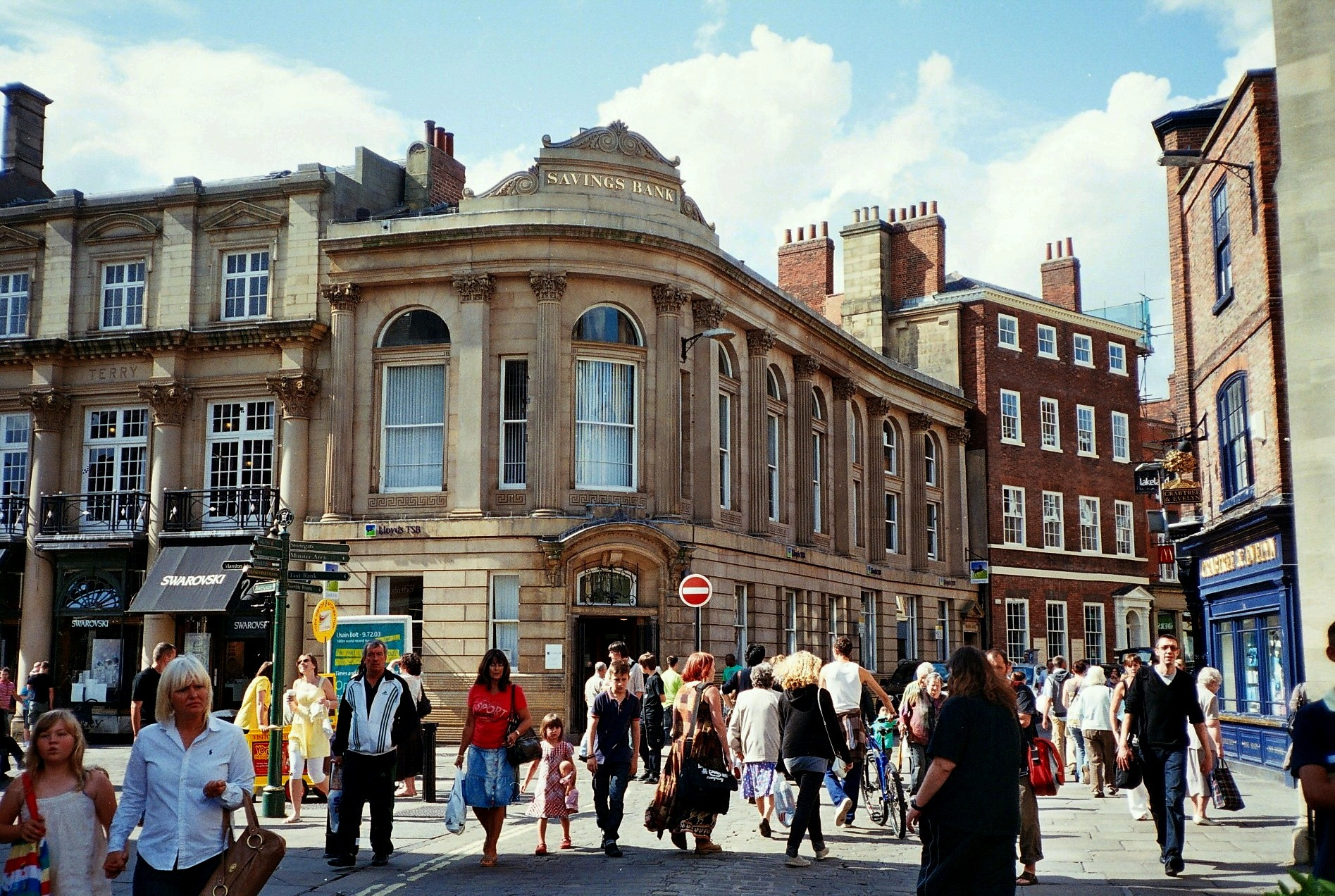